# 오버보드 (영화)
《오버보드》(영어: Overboard)는 2018년에 개봉한 미국의 로맨틱 코미디 영화이다. 1987년 영화 《환상의 커플》을 성별 반전하여 리메이크하였다.

## 출연진
- 에우헤니오 데르베스 - 레오나르도 "리오" 몬테네그로 역
- 애나 패리스 - 케이트 설리번 역
- 에바 롱고리아 - 테리사 역
- 멜 로드리게스 - 보비 역
- 해나 노드버그 - 에밀리 설리번 역
- 얼리비아 앨린 린드 - 올리비아 설리번 역
- 세실리아 수아레스 - 막달레나 역
- 존 해나 - 콜린 역
- 스우시 커츠 - 그레이스 역
- 조시 세가라 - 제이슨 역
- 오마르 차파로 - 부로 역
- 개리 초크 - 플레처 박사 역
- 에밀리 매디슨 - 어맨다 역
- 신시아 멘데즈 - 루시아 역

## 시청 등급
- 해외: PG-13